# 小二

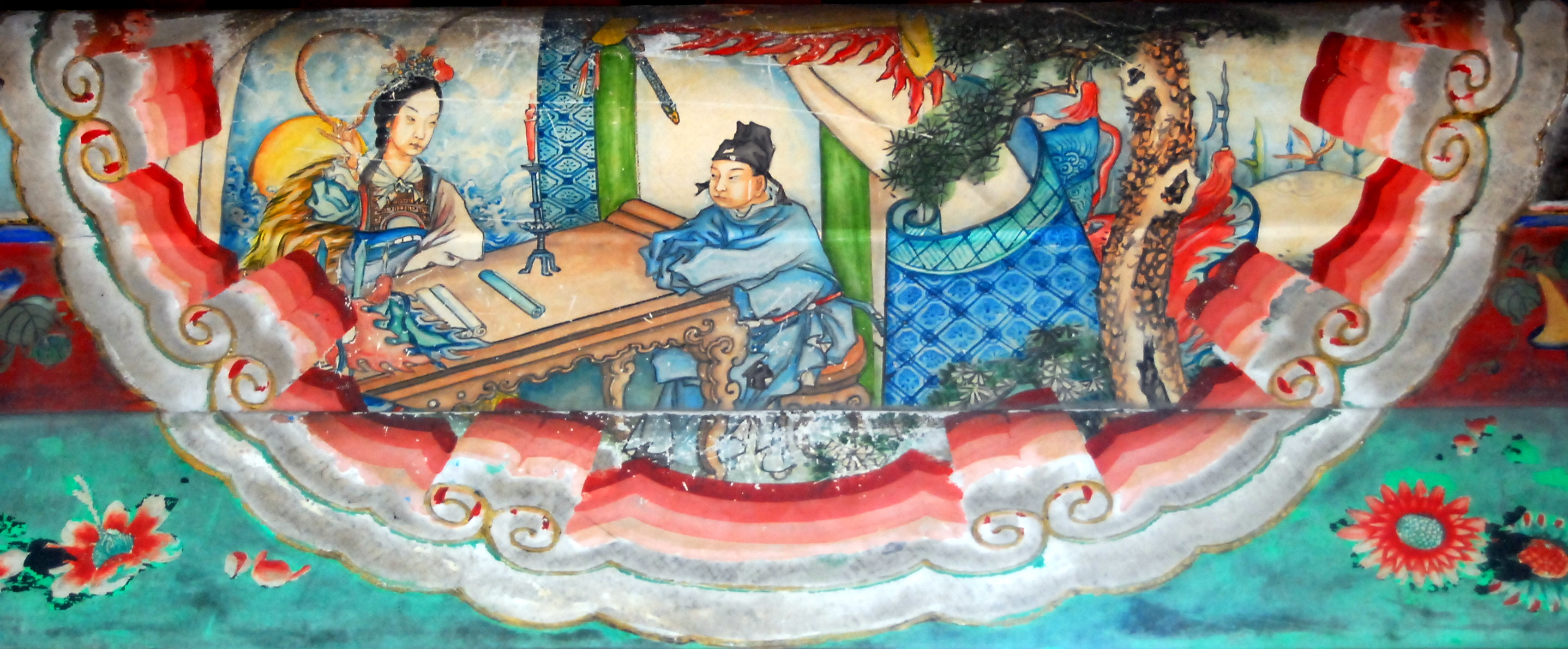
颐和园长廊上的彩绘：小二，仿清光绪年间《聊斋志异图咏·小二》

《小二》是蒲松龄小说《聊斋志异》中的一个故事。
故事描述山东滕县一个叫做赵旺的信佛之家，被人们称为善人，其女小名小二。小二从小非常聪明，6岁时，与哥哥一起拜师读书，同窗有个比小二大2-3岁的丁姓少年，才华出众，与小二彼此爱慕。
后来，赵旺参加了白莲教教主徐鸿儒的造反。徐鸿儒非常器重小二，传授给她所有的法术。丁生此时已经年满十八，考上了秀才。一天他来白莲教探望小二，并告诉小二白莲教只是旁门左道，必然灭亡，劝她一起逃走。小二如梦方醒，想说服父母，但是赵旺执迷不悟。小二 只 好和丁生施展法术逃出了白莲教，在一个山村住下。
二人的邻居是一个强盗出身的翁姓富翁，为人吝啬。小二施展法术，从翁姓人家偷了一千两银子，生活得以改善。村子里的无赖来家里打劫，被小二用定身术制服。后来，徐鸿儒造反失败，小二父母和哥哥也都被杀。小二和丁生于是花钱将哥哥的三岁儿子赎出。但是被村子里的人知道他们与白莲教的关系，告诉了官府。丁生被抓，小二重金贿赂了官吏，救出丁生，变卖家产，迁居到了益都西郊住下。
小二精明能干，开了琉璃厂，渐渐又有钱了。家里仆人就有几百人。对工人又很和善，还常常帮助村子里的人。
故事告诫人们要迷途知返，要凭自己的聪明才智和勤劳立足于世。